# St. Stephan (Friedberg)

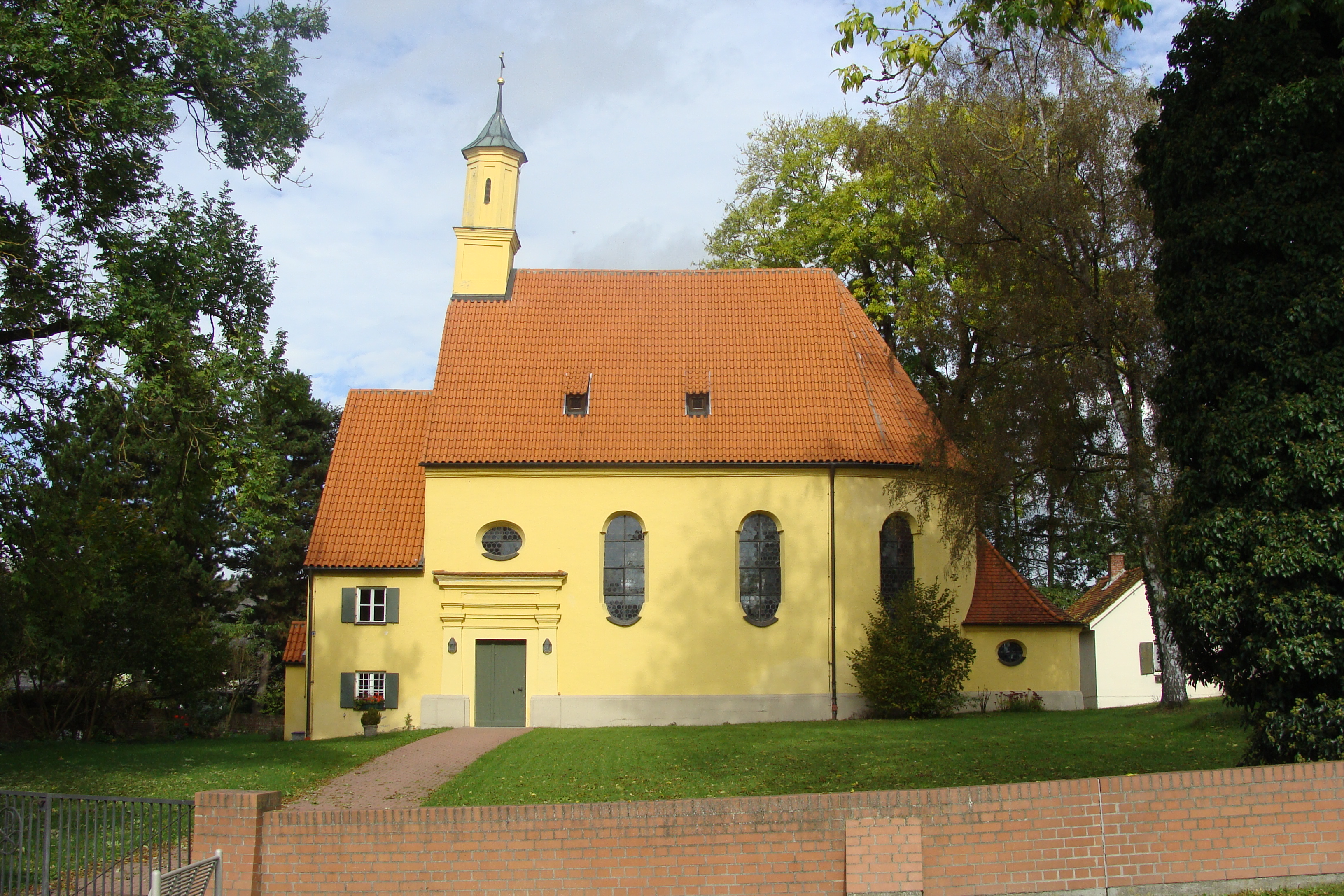
Friedberg, St. Stephan

St. Stephan ist eine barocke Kirche in Friedberg in Bayern. Die Kirche wurde 1698 errichtet.

## Geschichte
Die jetzt bestehende Kirche St. Stephan entstand in der Zeit des Friedberger Aufschwungs nach dem Dreißigjährigen Krieg, als die Stadt wegen des aufblühenden Uhrmachergewerbes nach der nahezu vollständigen Zerstörung des Krieges eine neue Blüte erlebte. In den Jahren nach dem Westfälischen Frieden hatte zunächst noch die alte, wohl im 9. Jahrhundert erbaute Stephanskirche als Gotteshaus gedient. Am 2. Dezember 1444 wird erstmals eine Leprosenkirche vor den Toren der Stadt erwähnt. Nachdem die alte Kirche 1696 abgerissen wurde, begann der Bau von St. Stephan im Folgejahr und war abermals ein Jahr später vollendet. Stifter war unter anderem der Stadtprediger Johann Jakob Rottmayr.
Beim Neubau erhielt die Kirche keinen Turm mehr, auf der Westseite wurde ein hoher Dachreiter aufgesetzt.
Der umgebene Friedhof wurde als Armenfriedhof bezeichnet, in dem in einer Ecke auch die Hingerichteten begraben wurden. Es fanden aber auch viele bedeutende Handwerker und Künstler hier ihre letzte Ruhe, wie der Bildhauer Bartholomäus Öberl, der Maler Johann Kaspar Menrad, die Goldschmiedin Gertrud Mosmayr und die Uhrmacherin Maria Strixner.

## Baubeschreibung
Bei der Kirche handelt es sich um einen flachgedeckten Saalbau mit eingezogenem, halbrundem Ostchor unter einer Stichkappentonne. Der Bau ist von einem Mauerring umgeben, welcher den ursprünglichen Friedhof abgrenzte. Der Dachreiter über dem Westgiebel hat einen lisenengegliederten, polygonalen Aufbau auf einem quadratischen Sockel. Der westliche Anbau ist ein zweigeschossiges Mesnerhaus, der östliche eine eingeschossige Sakristei. Das Portal im Süden ist mit dorischen Pilastern und geradem Gebälkabschluss ausgebildet.

## Ausstattung
Die Kirche erhielt im Inneren eine eingezogene Stuckdecke im Stil des Rokoko. Als Stuckateur kommt Johann Schmuzer, ein Schüler der Wessobrunner Schule in Frage. Die Fresken lassen die Hand von Johann Kaspar Menrad erkennen.
An den hinteren beiden Säulen haben frühe Besucher Rötelinschriften hinterlassen.
Dem Zeitstil entsprechend ist der Hochaltar schwarz gefasst. Seitlich des Altargemäldes von Johann Rieger sind zwei Pilaster denen je eine mit einer Engelsfigur ausgestatteten Säule vorgesetzt ist. Die ursprünglichen beiden Seitenaltäre wurden 1993/94 entfernt. Die Altarblätter finden sich heute in St. Jakob.
Aus dem 18. Jahrhundert steht rechts des Hochaltars eine Plastik des hl. Franziskus, links eine des hl. Antonius. Auf den Seiten des Sakristeieingangs steht links eine Muttergottesfigur vom Friedberger Schnitzer Friedolin Mayer und rechts ein Jesus in der Rast. Diese Plastik stammt entweder von Bartholomäus Öberl oder von seinem Sohn Johann Caspar und ist auf 1735 datiert.
An den Chorwänden finden sich barocke Kleinplastiken der zwölf Apostel.
An der äußeren Nordwand ist ein Kruzifix mit einer Mater dolorosa des Friedberger Künstlers Johann Helgemayr aus der ersten Hälfte des 18. Jahrhunderts angebracht.